# Benno Adolf Kraeter
Benno Adolf Kraeter (ur. 9 czerwca 1900 w Łodzi, zm. 1971 w Monachium) – polski i niemiecki duchowny luterański narodowości niemieckiej, konsenior diecezji wileńskiej Kościoła Ewangelicko-Augsburskiego w Polsce.

## Życiorys
Był synem Gustawa Kraetera i Melanii z domu Buchholtz. Studiował na uniwersytetach w Lipsku i Warszawie. 19 stycznia 1930 został ordynowany na duchownego. Jako wikariusz związany był z parafią ewangelicko-augsburską w Białymstoku. Od 1935 pełnił urząd drugiego proboszcza tej parafii (istnieją wątpliwości dotyczące wyboru Kraetera na ten urząd). Po przejściu na emeryturę dotychczasowego proboszcza białostockiej parafii ks. Teodora Zirkwitza w 1938 roku, ks. Kraeter objął po nim urząd proboszcza. W tym samym roku powołał Zygmunta Klinera na wikariusza co spotkało się z zastrzeżeniami zarówno parafian (jako dodatkowe obciążenie budżetu parafii) jak i władz państwowych (nowy wikariusz został uznany za nacjonalistę niemieckiego). Wcześniej, bo już w 1936 roku, ks. Kraeter miał dążyć do obsadzenia wakującego urzędu wikariusza, innym bliżej niezidentyfikowanym duchownym uznanym przez władze państwowe za nacjonalistę niemieckiego. Jako proboszcz nie kontynuował on działalności charytatywnej prowadzonej przez Zirkwitza i w przeciwieństwie do swojego poprzednika prezentował postawę proniemiecką. Był zwolennikiem powołania w Polsce oddzielnego, niemieckiego Kościoła ewangelicko-augsburskiego, którego częścią widział także białostocką parafię.   
Od 1937 roku, ks. Benno Kraeter piastował również urząd konseniora diecezji wileńskiej Kościoła. W 1939 roku podejrzewany o działalność antypolską i szpiegostwo, został aresztowany. Po wybuchu II wojny światowej został osadzony w obozie w Berezie-Kartuskiej, zaś po uwolnieniu pracował przy powoływaniu do Wehrmachtu Niemców nadnarwiańskich. Później pracował w Łodzi, podlegając w latach 1942–1945 tamtejszemu konsystorzowi. Po wojnie wyjechał do NRD, gdzie pracował w Bad Lobenstein, a następnie w Gerze i piastował urząd superintendenta. Zmarł w 1971, w Monachium. 
W radzieckiej propagandzie, ks. Kraeter przedstawiany był jako sympatyk hitleryzmu i niemiecki szpieg.